# Кристофър Рийв
Кри́стофър Рийв (на английски: Christopher D'Olier Reeve; 25 септември 1952 г. – 10 октомври 2004 г.) е американски актьор в театъра, киното и телевизията, режисьор, сценарист и общественик. Най-известен е с ролята си на Супермен.
След инцидента си с падане от кон през 1995 г., който го оставя парализиран от шията надолу, актьорът преминава през период на дълбока скръб, но постепенно решава да извлече максимума от новата си реалност. Той се посвещава на активизъм, продължава работата си във филми, пише и промотира книгите си, изнася публични изказвания и остава отдаден на ролята си на баща на три деца.

## Биография

### Произход
Кристофър Рийв е роден на 25 септември 1952 г. в Ню Йорк, в семейство с богато историческо наследство. Майка му, Барбара Питни Ламб, е асоциирана редакторка на вестник „Таун Топикс“, а баща му, Франклин Д'Олиер Рийв, е учител, писател, поет и учен. Рийв произхожда от стари американски родове, като някои от неговите предци са пристигнали в Америка още през XVII век, включително като пътници на борда на „Мейфлауър“. По майчина линия е потомък от 12-то поколение на Уилям Брадфорд, поклонник и петкратен губернатор на колонията Плимът. Освен това част от неговите предци са били френски аристократи. Сред значимите фигури в неговото родословие е прадядо му, Франклин Д'Олие, който в продължение на над 25 години е главен изпълнителен директор на застрахователната компания „Пруденшъл“. Освен това неговият прачичо, Франклин Д'Олие-младши, е бил женен за Маргарет Уинифред Лий, вуйна на първата дама на САЩ Жаклин Кенеди Онасис.

### Ранни години и образование
След развода на родителите си през 1956 г. Рийв и неговият по-малък брат Бенджамин се преместват с майка си Барбара в Принстън, Ню Джърси. Там той учи в училището на улица „Насау“, а по-късно и дневното училище Принстън (PDS). Родителите му се женят повторно: Рийв има пет полубратя и няколко доведени братя и сестри.
Още от ранна възраст се отличава с академични успехи, спортни постижения и талант на сцената. Включен е в списъка с почетни ученици, играе футбол, бейзбол, тенис и хокей, свири на пиано и пее в хора като сопран.
Рийв има сложни отношения с баща си. През 1998 г. той пише, че любовта на баща му към децата му винаги е изглеждала обвързана с представянето им. Това го карало да се стреми към одобрението на баща си, като се държи по-зряло, отколкото е бил в действителност. В периода 1988 – 1995 г. двамата почти не си говорят, но след злополуката с кон на Рийв през 1995 г. се помиряват.
Рийв открива страстта си към актьорството още на 9-годишна възраст, когато през 1962 г. е избран за аматьорска версия на оперетата „Йомените от гвардията“. Това е първата от многото ученически пиеси, в които участва, и поставя началото на неговия интерес към сцената. На 15-годишна възраст прекарва лятото като стажант на театралния фестивал в Уилямстаун, Масачузетс, което допълнително засилва неговата страст към актьорството.
След като завършва Принстънското дневно училище (PDS) през юни 1970 г., Рийв започва да играе в театрални постановки в Бутбей, Мейн. Първоначално планира да се премести в Ню Йорк, за да преследва кариера в театъра, но по съвет на майка си решава да кандидатства в колеж. Той е приет в Принстънския университет, Колумбийския университет, Университета „Браун“, Университета „Корнел“, Северозападния университет и Университет „Карнеги Мелън““. Избира Корнел, тъй като смята, че разстоянието от Ню Йорк ще му помогне да избегне изкушението да започне актьорска кариера веднага, вместо да завърши образованието си, както е обещал на майка си и доведения си баща. В Корнел Рийв се присъединява към театралния отдел и участва в редица постановки, включително: Поцо в „В очакване на Годо“, Сигизмунд в „Животът е сън“, Хамлет в „Розенкранц и Гилденстерн са мъртви“ и Поликсен в „Зимна приказка“.
В края на първата си година в университета Рийв получава писмо от Старк Хеселтин, влиятелен агент от Ню Йорк, който открива Робърт Редфорд и представлява актьори като Ричард Чембърлейн, Майкъл Дъглас и Сюзън Сарандън. Хеселтин е видял Рийв в „Един месец в провинцията“ и иска да го представлява. Рийв е развълнуван и непрекъснато препрочита писмото, за да се увери в написаното. Той е нетърпелив да започне кариерата си, но когато се среща с Хеселтин, е изненадан да открие, че агентът подкрепя обещанието му към майка му и доведения му баща да завърши колеж. Вместо да напусне училище, те решават, че Рийв ще пътува до Ню Йорк веднъж месечно, за да се среща с кастинг агенти и продуценти и да си търси работа за лятната ваканция.
Рийв получава положителни отзиви за своите представяния и прослушвания, организирани от Хеселтин, но е принуден да се откаже от няколко желани възможности, защото те започват преди края на учебната година. През лятото той участва в турне с продукция на „Четиридесет карата“ с Елинор Паркър. На следващата година получава пълен летен договор с Шекспировия фестивал в Сан Диего, с роли като Едуард IV в „Ричард III“, Фентън във „Веселите уиндзорки“ и Дюмен в „Напразните усилия на любовта“ в театър „Олд Глоуб“.
Преди третата си година в колежа Рийв си взема тримесечен отпуск. Той пътува до Глазгоу, Шотландия, и гледа театрални постановки в цялото Обединено кралство. След това отлита за Париж, за да изучава френския театър. Тъй като говори свободно френски, решава да говори само на френски, за да се потопи напълно във френската култура. В Париж посещава множество театрални представления, вероятно в емблематични театри като Градския театър, Театъра на Шанс Елизе и Комеди Франсез.
След завръщането си в САЩ от Европа Рийв решава да се съсредоточи изцяло върху актьорството, въпреки че все още не е изпълнил всички изисквания за общо образование в Корнел. Той успява да убеди театралния режисьор Джон Кланси и декана на Колежа по изкуства и науки, че като специалност „Театър“ ще постигне повече в Джулиард (Група 4, 1973–1975 г.) в Ню Йорк, отколкото ако остане в Корнел. В резултат на това те се съгласяват, че първата му година в Джулиард ще се зачита като последната му година в Корнел.
Кристофър Рийв и Робин Уилямс се запознават през 1973 г., когато и двамата са приети в Джулиард, сред едва 20 избрани студенти от близо 2000 кандидати. Прослушването на Рийв е пред 10 преподаватели, включително Джон Хаусман, който току-що е спечелил „Оскар“ за „The Paper Chase“. Рийв и Уилямс са единствените студенти, избрани за програмата за напреднали на Джулиард, което ги поставя в тясно сътрудничество. Те имат няколко общи часа, в които са единствените ученици. Това съвместно обучение води до близко приятелство между двамата, което продължава през целия им живот. Рийв става кръстник на най-големия син на Уилямс, Закари.
На среща с Джон Хаусман Кристофър Рийв получава съвет: „Г-н Рийв, изключително важно е да се утвърдите като сериозен актьор в класическата драматургия. Освен ако, разбира се, не Ви предложат значителна сума, за да се занимавате с нещо друго.“ След този разговор Хаусман му предлага възможността да напусне училище и да се присъедини към Актьорската трупа, редом с именити изпълнители като Кевин Клайн, Пати Лупоун и Дейвид Огдън Стайърс. Въпреки примамливата перспектива Рийв отказва, защото все още не е завършил бакалавърската си степен.
В началото на 1974 г. Рийв и негови съученици от Джулиард организират турне из прогимназиалните училища в Ню Йорк, представяйки пиесата „Любовен лек“. По време на едно от представленията, докато играе главния герой, Рийв неволно издига меча си твърде високо и счупва редица светлини над сцената. Това предизвиква възторжени реакции сред учениците, които го аплодират бурно. По-късно той споделя, че това са били най-големите овации в кариерата му. След като завършва първата си година в Джулиард, Рийв завършва Корнел с випуск 1974 с двойна специалност английски език и теория на музиката.

## Кариера

### Ранна кариера
През 1974 г. Рийв се явява на прослушване за сапунената опера Love of Life, за да може да плати таксите за обучение в Джулиард. Първоначално му е обещано, че графикът на снимките няма да попречи на обучението му, но с нарастващата популярност на героя му, времето му на екран значително се увеличава. Когато Рийв напомня на продуцентите за първоначалното споразумение, те заявяват, че то не е било сключено в писмена форма, което го поставя в трудна ситуация. В резултат на това през следващата година Рийв трябва да напусне Джулиард, за да изпълни договорните си задължения със Cи Би Ес.
По-късно, през 1997 г. Джулиард го удостоява с почетна докторска степен по изящни изкуства, признавайки неговия принос към актьорското изкуство.
Рийв продължава да развива актьорските си умения, посещавайки курсове по актьорско майсторство в HB Studio. Той също така участва в Оф-оф-бродуейската продукция на „Берхтесгаден“ в Театър на Новия град, режисирана от Барбара Лоден. Лоден става негова менторка, като го учи да избягва прекалената буквалност в играта си – съвет, който той следва през цялата си кариера. След това Рийв участва в ограничена продукция на „Бъркли Скуеър“ в театралния клуб „Манхатън“.
В края на 1975 г. Рийв се явява на прослушване за бродуейската пиеса „Въпрос на гравитацията“, където привлича вниманието на Катрин Хепбърн. Тя го избира за ролята на внука на своята героиня. Благодарение на влиянието й върху Си Би Ес Рийв успява да съгласува графиците на сапунената опера и театралната постановка, така че да може да участва и в двете. Въпреки това натовареният му график го принуждава да се храни нездравословно, което води до изтощение и недохранване. По време на едно от представленията той излиза на сцената, казва първата си реплика и припада. Хепбърн реагира с характерния си хумор, обръщайки се към публиката с думите: „Това момче е пълен глупак. Не яде достатъчно червено месо.“ Впоследствие дубльор довършва пиесата вместо него, а лекар го преглежда и го съветва да се храни по-здравословно. Въпреки инцидента Рийв остава с пиесата девет месеца и получава положителни отзиви за своето изпълнение.
22-годишният Рийв и 67-годишната Хепбърн изграждат близко приятелство, което поражда спекулации за романтична връзка между тях. Рийв споделя, че баща му, който е бил професор по литература и често е присъствал на представленията, най-много е пленил Хепбърн. Когато пиесата се премества в Лос Анджелис през юни 1976 г., Рийв – за разочарование на Хепбърн – решава да се откаже. Въпреки това двамата поддържат връзка години след края на постановката. По-късно Рийв съжалява, че не е останал по-близо и че са се ограничили само до размяна на съобщения.
Първата роля на Рийв в холивудски филм е малка роля като младши офицер във филма за катастрофата на военноморска подводница от 1978 г. Gray Lady Down с участието на Чарлтън Хестън. След това той играе в пиесата My Life в Circle Repertory Company с приятеля си Уилям Хърт.

### Филми за Супермен
Докато работи по офбродуейската продукция на My Life, Рийв получава неочаквано предложение от агента Старк Хеселтин – той е поканен на прослушване за главната роля на Кларк Кент / Супермен във високобюджетния филм „Супермен“ (1978). Кастинг директорът Лин Сталмастър поставя снимката и автобиографията на Рийв на върха на списъка три пъти, но всеки път те са отхвърляни от продуцентите. Благодарение на настойчивостта на Сталмастър в крайна сметка е уредена среща между режисьора Ричард Донър, продуцента Иля Салкинд и Рийв. На следващата сутрин след срещата Рийв получава сценарий от 300 страници, който го впечатлява със сериозния си тон. Донър държи на правдоподобността на филма – нещо, което напълно убеждава Рийв, че проектът заслужава внимание. Допълнително го мотивира новината, че Марлон Брандо ще играе Джор-Ел, а Джийн Хекман – Лекс Лутор. Макар да отлита за Лондон за кинопроби, Рийв не вярва, че има реален шанс за ролята. По време на полета обмисля подхода си към персонажа. Основава интерпретацията на Кларк Кент върху стила на Кари Грант в „Bringing Up Baby“. След пробните снимки, шофьорът му казва: „Не би трябвало да ти казвам това, но ти имаш ролята.“
За Рийв превъплъщението в Супермен е сериозно предизвикателство, особено предвид неговото високо, но слабо телосложение. Въпреки че е 193 см висок, той трябва да изгради мускулатура, за да се доближи до физиката на супергероя. За тази цел Рийв преминава през интензивен двумесечен тренировъчен режим под ръководството на Дейвид Прауз, бивш британски шампион по вдигане на тежести. Тренировките му включват бягане сутрин, последвано от два часа вдигане на тежести и 90 минути на батут. Благодарение на този режим, той успява да прибави 14 кг мускули към своето 85-килограмово тяло, което значително променя физиката му. По-късно, за Супермен III (1983), той постига още по-добри резултати, въпреки че за Супермен 4: В търсене на мира (1987) решава, че би било по-здравословно да се съсредоточи повече върху кардио тренировките. Една от причините, поради които Рийв не успява да тренира толкова усилено за „Супермен IV“, е операцията му от апендисит през юни 1986 г.
Актьорът никога не е бил голям фен на Супермен или комиксите, въпреки че е гледал „Приключенията на Супермен“ с участието на Джордж Рийвс. Въпреки това той намира ролята за интересно предизвикателство, тъй като изисква двойно превъплъщение – в Кларк Кент и в Супермен. Рийв подчертава важността на разликата между двата персонажа, като казва:  „Трябва да има някаква стилистична разлика между Кларк и Супермен“. Спомняйки си съвета на Барбара Лоден, той решава да „подцени“ Супермен, като играе срещу физическата си внушителност: „Бях висок 1,90 m, силен и физически внушителен; така че играх срещу това, правейки го възможно най-небрежен, позволявайки на публиката да усети подразбираща се сила.“
Филмът „Супермен“ (1978) е заснет без използването на компютърни специални ефекти, което го прави първият опит да се представи реалистично летящ човек на големия екран. Рой Фийлд, оптичният ръководител на продукцията, споделя, че са използвани множество техники, за да се постигне ефектът на летене. Въпреки това, най-добрият специален ефект според него е бил самият Рийв. Тъй като Рийв е опитен пилот на планер, той интуитивно знае как да държи тялото си аеродинамично, което прави движенията му естествени и убедителни. Когато е поставен в сбруята, кадрите започват да оживяват, придавайки на летенето автентичност, която впечатлява зрителите“. Филмът печели 300,2 милиона долара в световен мащаб (без коригиране за инфлация). Актьорът  получава наградата БАФТА за най-обещаващ дебютант във водещи филмови роли за своето изпълнение като Супермен. Рийв описва Супермен като „най-близката възможност, която съм имал, да изиграя класическа роля във филм, най-близкият израз на нещо с митично измерение“.
Голяма част от „Супермен II“ е заснет едновременно с първия филм, като първоначалният план е бил да се създаде тричасов епос, обхващащ и двете части. Въпреки това, след като по-голямата част от кадрите са заснети, продуцентите влизат в спор с режисьора Ричард Донър по различни въпроси, включително финансиране и специални ефекти, което води до уволнението му. На негово място е назначен Ричард Лестър, който преди това е работил с продуцентите по „Тримата мускетари“ (1973) и „Четиримата мускетари“ (1974). Лестър променя сценария и презаснема някои сцени, което предизвиква недоволство сред актьорския състав. Въпреки това по-късно Рийв заявява, че харесва Лестър и че „Супермен II“ е любимият му филм от поредицата. През ноември 2006 г. на DVD е издадена „Супермен II: Версията на Ричард Донър“, която включва сцени, заснети от Донър, но премахнати от Лестър. Тази версия е в памет на Кристофър Рийв.
Режисьорът Ричард Лестър самостоятелно поема режисурата на „Супермен III“, който излиза през 1983 г. Рийв смята, че продуцентите Александър Салкинд, Иля Салкинд и Пиер Шпенглер са намалили сериозността на филма, превръщайки го в комедия с участието на Ричард Прайър, вместо в истински филм за Супермен. На Рийв липсва режисьорът Ричард Донър и той вярва, че единственият наистина добър елемент в „Супермен III“ е сцената на автоморгата, в която Злият Супермен се бори с Добрия Кларк Кент във вътрешна битка. Неговото превъплъщение в Злия Супермен е високо оценено, въпреки че самият филм получава смесени рецензии. 
Въпреки критиките към „Супермен III“ те бледнеят в сравнение с тотално негативния прием, който получава следващият филм от поредицата. „Супермен IV: В търсене на мира“ е издаден през 1987 г., въпреки че след „Супермен III“ Рийв се заклева, че е приключил със „Супермен“. Въпреки това той се съгласява да продължи ролята си в четвърти филм, при условие че ще има частичен творчески контрол върху сценария. Заговорът за ядрено разоръжаване е негова идея. През средата на 80-те години Канон Филмс закупува правата за продукция на героя Супермен от семейство Салкинд. Студиото е известно с нискобюджетни, лошо изпълнени и слабо написани екшън филми. В резултат на това те намаляват бюджета на „Супермен IV“ наполовина, до 17 милиона долара. Филмът се оказва критически провал и разочарование в боксофиса, превръщайки се в най-нискокасовия филм за Супермен до момента. Двете деца на Рийв от връзката му с Ге Екстън имат непосочени в надписите участия в изтрита сцена. В нея Супермен спасява момиче, изиграно от дъщеря му Александра, и я събира отново с брат ѝ, изигран от сина му Матю, след като Ядреният човек създава торнадо в Смолвил.
След фалита на Канон Филмс в края на 80-те години правата върху Супермен се връщат на Александър Салкинд, Иля Салкинд и Пиер Шпенглер. Кристофър Рийв е готов да участва в пети филм, но само ако бюджетът е същия като този на „Супермен: Филмът“ (1978). Въпреки че има потенциал за такъв проект, Рийв така и не получава сценарий, което води до отлагането и в крайна сметка отпадането на идеята за пети филм.
През 1993 г., две години преди инцидента с Рийв, семейство Салкинд отново продават правата върху героя Супермен, този път на Уорнър Брос. „Трябваше да има пети филм за Супермен, озаглавен „Супермен се преражда“, но поради промени в студиата, ужасният бокс офис [Супермен IV] се провали и... инцидентът на Рийвс той никога не видя бял свят."

### 80-те години
След „Супермен“ (1978) първата роля на Рийв е в романтичното фентъзи Somewhere in Time (1980), където играе драматурга Ричард Колиър, партньор на театралната актриса Елиз Маккена (Джейн Сиймур) от началото на 20. век. Филмът, заснет през 1979 г. на остров Макинак в Гранд Хотел, е любимият му за снимане.
Студиото първоначално планира ограничено издание с реклама от уста на уста, но положителните тестови прожекции го убеждават да пуснат филма широко – стратегия, която се оказа грешна. Критиците го окачествяват  като прекалено сантиментален и мелодраматичен, а актьорската стачка възпрепятства рекламата от Рийв и Сиймур. Въпреки че бързо слиза от екраните, Жан-Пиер Дорлеак получи номинация за „Оскар“ за дизайн на костюми (1980). Впоследствие филмът придобива култов статус благодарение на прожекциите по кабелни мрежи и видеотеките. INSITE (Международна мрежа от ентусиасти на „Някъде във времето“) набира средства за спонсориране на звездата на актьора на Алеята на славата в Холивуд през 1997 г. и събира над 20 000 долара за Фондация „Кристофър и Дейна Рийв“. Сиймур става приятелка на Рийв и през 1995 г. кръщава един от синовете си близнаци в негова чест (Рийв става и негов кръстник). Гранд хотел и остров Макинак вече са популярни туристически дестинации за киномани.
През същата година Рийв гостува в „Мъпет Шоу“, където свири „На изток от Слънцето (и на запад от Луната)“ на пиано за Мис Пиги, която е влюбена в него. Макар да отрича, че е Супермен, в епизода демонстрира суперсилите на героя. След това се връща, за да продължи снимките на незавършения „Супермен II“.
След „Супермен II“ Рийв се свързва с Никос Псахаропулос, артистичен директор на театралния фестивал в Уилямстаун, и се присъединява към трупата. Той участва в две пиеси през сезона – „Първата страница“ и „Черешова градина“, като първата, режисирана от Робърт Алън Акерман, става един от най-големите успехи на лятото. Оттогава фестивалът се превръща в редовна спирка за него. 
По-късно същата година Рийв играе ветеран от Виетнам с увреждания в бродуейската пиеса „Пети юли“ на Ланфорд Уилсън, която получава отлични отзиви. За ролята си той се обучава от ампутиран човек как да ходи с изкуствени крака. Продукцията е номинирана за пет награди „Тони“, включително за най-добра пиеса. През 1981 г. Рийв се завръща в Уилямстаун, за да изиграе Ахил в мащабната шестчасова продукция „Гърците“.
През 1982 г. Рийв разширява актьорския си диапазон с две различни роли. В „Смъртоносен капан“ (базиран на пиесата на Айра Левин) той играе начинаещ драматург със съмнителни мотиви към своя идол и ментор, изигран от Майкъл Кейн. Филмът е добре приет, но ключов сюжетен обрат е разкрит от пресата, което се отразява на боксофиса.
Същата година Рийв влиза в образа на корумпиран католически свещеник Джон Флахърти във „Монсеньор“ – драма за моралните дилеми по време на Втората световна война. Той оценява ролята като шанс да изиграе герой с морална двусмисленост, но обвинява слабия монтаж за провала на филма. Според него липсата на фокус прави поредицата от скандални събития трудно достоверна и дори комична.
През 1983 г. Рийв участва в „Приказки за феите“ на Шели Дювал, играейки принца и страхливия принц в „Спящата красавица“ В Уилямстаун той играе в пиесата „ Ваканция“.
По-късно същата година заминава за Кранска гора, Словения, за снимките на „Авиаторът“. Продуцентите не знаят, че той може да пилотира ретро биплана „Стиърман“, използван във филма, но Рийв с готовност приема ролята и предлага сам да управлява самолета за по-реалистичен ефект. Филмът излиза през март 1985 г.
През 1984 г. Рийв приема ролята на Базил Рансъм в „Бостънците“, където си партнира с Ванеса Редгрейв. Макар обичайният му хонорар да надхвърля 1 млн. долара, продуцентът Исмаил Мърчант може да му предложи едва 1/10 от тази сума. Рийв обаче без колебание приема, тъй като това е типът филм, който иска да прави. Джеймс Айвъри споделя, че по онова време Merchant Ivory Productions не разполагали с добри представители, затова Рийв посредничил за привличането им към агенцията CAA. Филмът надминава очакванията и се представя добре в боксофиса, въпреки че бил смятан за арт филм. В. „Ню Йорк Таймс“ го определя като една от най-добрите филмови адаптации на класически роман.
Айвъри смята, че Рийв е „прекрасен“ в „Бостънци“, но подценяван от критиците и наградите, които го асоциират със Супермен. Катрин Хепбърн го похвалва за абсолютно великолепното му изпълнение, но не одобрява участието му в „Анна Каренина“ (1985), наричайки го „ужасна грешка“.
През 1984 г. Рийв отново си партнира с Ванеса Редгрейв в лондонската постановка на „Документите на Асперн“ В Уилямстаун той играе главната роля в „Ричард Кори“.
През март 1985 г. Рийв играе граф Вронски в телевизионния филм „Ана Каренина“, партнирайки си с Жаклин Бисет. Дъщеря му Александра също участва, изобразявайки 10-месечното дете на героя му, което прави първите си стъпки. Именно за този филм Рийв се научава да язди коне и решава да се посвети сериозно на спорта след завръщането си у дома.
През април той е водещ на епизод от „Saturday Night Live“, където участва в различни скечове и представя музикалния гост – групата „Сантана“. След това се завръща на сцената, играейки Тони в „Кралското семейство“ в Уилямстаун и Графа в модерна адаптация на „Сватбата на Фигаро“ на Бродуей. Рийв също води телевизионния документален филм „Динозавър!“, заснет в Американския музей по естествена история. Това е едно от първите специални предавания в праймтайма за праисторическия живот и печели наградата „Еми“ за изключителни специални визуални ефекти. Също през 1985 г. Ди Си Комикс го включват в списъка „Петдесет, които направиха Ди Си велики“ за приноса му към филмовата поредица за Супермен.
През 1986 г. Рийв все още търси подходящи сценарии. След като препрочита „Street Smart“, решава да го предложи на Канон Филмс, които се съгласяват да го продуцират, но с условието той да се завърне като Супермен в поне още едно продължение. Във филма си партнира с Морган Фрийман, който получава първата си номинация за „Оскар“ за ролята си. Въпреки отличните отзиви филмът не успява да постигне голям успех в боксофиса, вероятно заради недостатъчната реклама от страна на студиото. Обратно в Уилямстаун, Рийв започва строеж на къща и участва в пиесата „Summer and Smoke“ заедно с Лайла Робинс.
След „Супермен IV“ (1987) Рийв се разделя с приятелката си Ги Екстън и се връща в Ню Йорк. В опит да се разсее от личните си проблеми той приема роля в комедията „Switching Channels“, но напрежението между Бърт Рейнолдс и Катлийн Търнър прави снимките трудни. По-късно Рийв признава, че се е чувствал не на място, а Търнър описва атмосферата като „абсолютно нещастна“. Филмът се представя слабо в боксофиса, което кара Рийв да се съмнява в бъдещето си като филмова звезда. През юни той участва в благотворителното събитие „The Grand Knockout Tournament“, организирано от британското кралско семейство. След това актьорът се отправя към Уилямстаун, където репетира за пиесата „The Rover“. На 30 юни се запознава с бъдещата си съпруга Дана Морозини, което бележи нов етап в личния му живот.
През 1988 г. Рийв играе майор Джони Додж в телевизионния филм „Голямото бягство II: Неразказаната история“, който разказва за масовото бягство на съюзнически военнопленници от германски лагер през 1944 г. и последвалото издирване на отговорните за убийството на 50 бегълци, което не е отразено във филма от 1963 г.
През 1988 и 1989 г. той се фокусира върху театъра, участвайки в нова продукция на „Лято и дим“ с Кристин Лахти в театър „Ахмансон“ В Уилямстаун се събира отново с Мадлен Потър за пиесата „Месмер“ и участва в сценично четене на Бродуей
През 1989 г. Рийв играе Поликсен в офбродуейска продукция на „Зимна приказка“. В Уилямстаун той изпълнява главната роля в „Тялото“ на Джон Браун, където Дейна също има малка роля.
Той е част от ротиращия актьорски състав на „Любовни писма“ в театър „Променад“, а с Джули Хагърти участва и в Сан Франциско, Лос Анджелис и Бостън през 1989 и 1990 г.. Рийв се явява на прослушване за ролята на Ричард Гиър в „Хубава жена“, но напуска, след като кастинг директорът, който замества Джулия Робъртс, не отговаря на очакванията му.

### 90-те години
През 1990 г. Рийв участва във филма за Американската гражданска война The Rose and the Jackal („Розата и чакалът“), в който играе Алън Пинкертън, ръководителят на новите Тайни служби на Ейбрахам Линкълн. В Уилямстаун той играе Смъртта/Княз Николай Сирки в пиесата Death Takes a Holiday.
В началото на 90-те години е избран за ролята на злодей в три телевизионни филма почти подред: Bump in the Night (1991), Death Dreams (1991) и Nightmare in the Daylight (1992). Най-забележителният от тях е Bump in the Night, в който Рийв играе педофил, който отвлича малко момче. Филмът получава от умерени до положителни отзиви. Рийв смята, че е важно родителите на малки деца да гледат филма.
През 1992 г. играе една от главните роли в комедията на Питър Богданович „Шум зад кулисите“. В книгата си от 2020 г. „Изобразявайки Питър Богданович: Моите разговори с новия холивудски режисьор “ Богданович казва: „[Рийв] бе много добър в това. Бе добър в комедията. Можех да кажа това още от първия Супермен. Той бе единственият ми избор за тази роля.“ В друг телевизионен филм, Mortal Sins, Рийв за втори път играе католически свещеник, този път изслушвайки признанията на сериен убиец в роля, напомняща на Монтгомъри Клифт във филма на Алфред Хичкок „Аз изповядвам“. Той участва и в късометражния филм Last Ferry Home. Последното му изпълнение в истинска сценична продукция е The Guardsman в Уилямстаун през същата година.
През пролетта на 1992 г. Рийв присъства на американската премиера на „Имението „Хауърдс Енд““, където отново среща Айвъри. На следващия ден Айвъри му се обажда и му предлага роля в новия си филм „Остатъкът от деня“ (1993). Сценарият е един от най-добрите, които е чел, и той без колебание приема ролята. Филмът е обявен за мигновена класика и е номиниран за осем награди „Оскар“. На прожекцията на филма през 2024 г. Айвъри хвали играта на Рийв, казвайки: „Той бе страхотен човек... много, много добър актьор, който се озова в капанa на Супермен.“ Според сина на Рийв, Уил, „Остатъкът от деня“ е филмът, с който баща му се е гордял най-много.
През 1993 г. Рийв участва заедно с Чарлс Бронсън в телевизионния филм The Sea Wolf („Морският вълк“), базиран на едноименния роман на Джек Лондон. След това той пътува до Канада, за да снима минисериала Black Fox с участието на Тони Тод. Си Би Ес го пуска в три филма два месеца след инцидента с Рийв през 1995 г. Сцените с язденето на Рийв са силно застъпени в историята. Децата на Рийв, Матю и Александра, се появяват за кратко на заден план в първия филм.
През този период хватката на Супермен върху кариерата на Рийв постепенно започва да се разхлабва, а Рийв смята „Розата и чакалът“, „Утринна слава“ и „Морският вълк“ за едни от най-добрите си творби.
През 1994 г. Рийв прави четене на „Любовни писма“ в Уилямстаун, а също така се появява като разказвач в концертна версия на мюзикъла „Алегро“ в Ню Йорк Сити Център. Това са последните му изпълнения на сцена.
През 1995 г. Рийв участва в „Селото на прокълнатите“ на Джон Карпентър, римейк на едноименния британски филм от 1960 г. И двата филма са базирани на романа от 1957 г. The Midwich Cukcooks на Джон Уиндъм. За Карпентър филмът е договорно задължение, но „има много добра игра от Кристофър Рийв, така че има известна стойност в него“. Това е последният пълнометражен филм на Рийв, пуснат по кината. Малко преди инцидента си Рийв играе парализиран полицай във филма на Хоум Бокс Офис Above Suspicion. Той провежда проучване в рехабилитационна болница във Ван Найс какво би било да си парализиран. Травмата му е настъпва по-малко от седмица след премиерата на филма.
Рийв също така участва няколко пъти като гост в телевизионни предавания: Carol & Company през 1991 г., „Пътят към Авонлий“ и Tales from the Crypt през 1992 г. Той приема предложение да се появи в „Пътят към Авонлий“, без да е прочел сценария, защото Колин Дюхърст, с която бил близък, се е изказала с възхищение от сериала. Неговият епизод в Tales from the Crypt, „Какво се готви“, се смята за един от най-добрите в поредицата. Той е и един от известните камеа във „Фрейзър“ през 1993 г.
На Рийв му е предложена главната роля във филма Kindnapped от 1995 г. Той също така планира да режисира първия си филм за големия екран, романтична комедия, озаглавена Tell Me True. И двата плана са отменени в резултат на инцидента му с конна езда, който го оставя напълно парализиран.
През 1996 г. Рийв е разказвач в документалния филм на HBO Without Pity: A Film About Abilities. Филмът печели наградата „Еми“ за изключителен информационен специален епизод. След това той играе малка роля във филма A Step Toward Tomorrow.
През 1997 г. дебютира като режисьор с филма на HBO In the Gloaming с Робърт Шон Ленард, Глен Клоуз, Упи Голдбърг, Бриджит Фонда и Дейвид Стратеърн. Филмът е номиниран за пет награди „Еми“, включително за най-добра режисура за минисериал или специален епизод, и печели четири от шестте награди, за които е номиниран на наградите CableACE. 
В началото на 1998 г. Рийв убеждава Майкъл Айснер, тогавашния изпълнителен директор на Уолт Дисни Къмпани, да даде двучасов слот в праймтайма на Ей Би Си на кампания за набиране на средства за изследвания на гръбначния мозък. Специалното предаване се фокусира върху вдъхновяващи истории на хора с увреждания, както и върху изпълнения на актьори с увреждания. Многобройни известни личности оказват своята подкрепа, включително Робин Уилямс, Том Ханкс, Мерил Стрийп, Глен Клоуз, Стиви Уондър, Уили Нелсън, Глория Естефан и много други. A Celebration of Hope получава и номинация за награда „Еми“ за най-добър специален вариететен, музикален или комедиен сериал.
На 25 април 1998 г. изд. „Рандъм Хаус“ публикува автобиографията на Рийв Still Me. Книгата прекарва 11 седмици в списъка с бестселъри на „Ню Йорк Таймс“. Рийв озвучава съкратената аудиокнига, която му печели наградата „Грами“ за най-добър албум с говорим текст, наградата „Оди“ за самостоятелен разказ от автора и наградата „Слушалки“ от AudioFile. Изданието с меки корици и нов послеслов е издадено на следващата година и прекарва още две седмици в списъка с бестселъри. Също през 1998 г. Рийв участва и е изпълнителен продуцент на Rear Window („Задният прозорец“) – римейк на филма на Хичкок от 1954 г. Той е номиниран за „Златен глобус“ и спечели наградата на Гилдията на екранните актьори за изпълнението си.

### 2000-те години
През 2000 г. Рийв гостува в сериала на PBS „Улица Сезам“. През септември 2002 г. издателство „Рандъм Хаус“ публикува втората книга на Рийв, Nothing Is Impossible: Reflections on a New Life („Нищо е невъзможно: размисли върху един нов живот“). Тази книга е по-кратка от Still Me („Все още аз“) и се фокусира върху светогледите на Рийв и житейския опит, който е помогнал за оформянето им. Книгата прекарва три седмици в списъка с бестселъри на в. „Ню Йорк Таймс“. Рийв разказа несъкратена аудиокнига, за която получи втората си номинация за Грами за най-добър албум с говорим текст.
През 2001 г. синът на Рийв, Матю, започва да снима трисериен сериал, в който подробно се описва процесът на възстановяване на Рийв и застъпничеството му за изследвания на травми на гръбначния мозък. Първият филм, Hope in Motion, е излъчен по Ей Би Си през септември 2002 г. под заглавието Courageous Steps. Получава номинация за награда „Еми“ за изключителен специален документален филм. През февруари 2003 г. е излъчен по Би Би Си 1 под оригиналното си заглавие. След смъртта на Рийв през 2004 г., трети филм така и не е заснет, докато Hope in Motion и последвалият го филм Choosing Hope са издадени на DVD през 2007 г.
През 2003 г. Рийв гостува в епизод на „Адвокатите“. Той представи на създателя на предаването, Дейвид Е. Кели, разработка на история, която разглежда проблемите със здравноосигурителната полица и бърнаута на болногледачите. Кели харесва идеята и пише епизод, базиран на нея.
Последната актьорска роля на Рийв е в телевизионния сериал „Смолвил“, където играе д-р Върджил Суон. На 25 февруари 2003 г. той се появява в епизода „Розета“, в който д-р Суон информира Кларк Кент (Том Уелинг) за произхода си. Сцените с Рийв и Уелинг включват музикални елементи от филма „Супермен“ от 1978 г., композирани от Джон Уилямс и аранжирани от Марк Сноу. В края на епизода Рийв и Уелинг се появяват в кратък клип, в който призовават хората да подкрепят фондация „Пареза на Кристофър Рийв“. „Розета“ постави рекорди за рейтинги на The WB. Фен общността посреща епизода с възторжени отзиви и го хвали като един от най-добрите в сериала до ден днешен. Рийв се появява в епизода „Наследство“, в който се събира отново с колегата си театрален актьор Джон Глоувър, който играе Лайънъл Лутор в сериала.
През 2004 г. Рийв режисира филма на A&E The Brooke Ellison Story. Филмът е базиран на истинската история на Брук Елисън, първата напълно парализирана жена, завършила Харвардския университет. През това време Рийв режисира анимационния филм „Победител“. Това е един от проектите му мечти и той почива по средата на снимките на филма. Съпругата му Дана помага, а синът му Уил е член на актьорския състав във филма. Дана и Уил също имат малки роли в The Brooke Ellison Story.

## Личен живот

### Сантиментални връзки и брак
Първата романтична връзка на Рийв е на 16-годишна възраст с театрална актриса, която е със седем години по-възрастна от него.
Докато снима първите два филма за Супермен в Англия, Рийв започва 10-годишна връзка с модела Ге Екстън. През 2018 г. Джейн Сиймур разкрива, че Рийв и Екстън са се разделили преди снимките на Somewhere in Time и по време на продукцията Рийв и Сиймър са се влюбили. Рийв обаче се връща при Екстън, след като научава, че е бременна със сина им Матю Екстън Рийв, роден на 20 декември 1979 г. Второто им дете, дъщеря им Александра, е родена на 25 ноември 1983 г. И двамата са родени в Лондон. През февруари 1987 г. Рийв и Екстън се разделят по взаимно съгласие със съвместно попечителство над децата, а Рийв се завръща в Ню Йорк. Матю и Александра остават в Лондон с майка си и прекарват ваканциите си с Рийв. Матю, който завършва Университет „Браун“ през 2002 г., е сценарист, режисьор и продуцент. Александра завършва Йейлския университет през 2005 г. и получава степен „Право“ от Юридическия факултет на Колумбийския университет през 2008 г. Тя е адвокат и главен изпълнителен директор на Центъра за демокрация и технологии. Синът на Александра е кръстен на баща ѝ.
През юни 1987 г. Рийв се запознава с бъдещата си съпруга Дана Морозини, певица и актриса. До 1990 г. те живеят заедно, но Рийв, спомняйки си болезнения развод на родителите си и други неуспешни бракове в семейството си, не желае да се жени. След като почти се разделят, Рийв започва около година терапия, главно за да обсъди страховете си относно брака. Двамата се женят през април 1992 г. и синът им е роден на 7 юни 1992 г. Уил завършва колежа Мидълбъри през 2014 г. Кристофър и Дейна Рийв остават женени до смъртта на Рийв през 2004 г. През 2006 г. Дейна умира на 44 г. от рак на белите дробове.

### Авиация и плаване
Рийв е лицензиран пилот и започва да постига важни етапи в началото на 20-те си години: частен пилот, пилот по прибори, многомоторен самолет, търговски пилот, инструктор и пилот на планер. През 1976 г. той купува първия си самолет – употребяван Cherokee 140. След парализиращия си инцидент той с умиление си спомня как е спал под крилете му по време на самостоятелно пътуване из Канада. През годините той притежава A36 Bonanza, Beechcraft Baron, Cheyenne II и планер. Прелетява самостоятелно през Атлантическия океан два пъти и е пилот на Военновъздушните сили за опазване на околната среда.
Когато Робин Уилямс снима The World According to Garp, Глен Клоуз си спомня, че Рийв „буквално се е спускал, пилотирайки собствения си самолет, грабвал е Робин и двамата са отлитали за уикенда“. По време на снимките на „Супермен III“ Рийв се присъединява към „Клубът на тигрите“ – група авиатори, които пилотират ретро биплани De Havilland Tiger Moth. Рийв знае как да пилотира  Стиърман и сам го пилотира във филма „Авиаторът“. Той също така обича глайдинга: личният му рекорд е 32 000 фута.
Рийв е запален моряк. Докато снима The Bostonians, той живее на борда на своя Swan 40, Chandelle, и води актьорския състав и екипа на плаване през уикендите. През 1989 г. той продава „Чандел“ и купува платноходка тип „шлюп“, „Камбрия 46“, която кръщава „Морски ангел“.
Плава няколко пъти в Карибите и до Бермудските острови. Крайбрежието на Нова Англия е това, което той познава най-добре, плавайки из целия Изток, Нова Скотия и Мейн. Любимите му пристанища са Нантъкет, Ярмът и Кристмас Коув в Мейн.

### Конен спорт
Рийв започва да се занимава с конна езда през 1985 г., след като се научава да язди за филма „Ана Каренина“. Първоначално е алергичен към коне, затова приема антихистамини. Тренира на пистата „Мартас Винярд“ и до 1989 г. започва да се занимава с всестранна езда. Алергиите му скоро изчезват.
Рийв купува 12-годишен американски чистокръвен кон на име Ийстърн Експрес, с прякор „Бък“, докато снима филма „Селото на прокълнатите“. Тренира с Бък през 1994 г. и планира да участва в събития на тренировъчно ниво през 1995 г. и да премине в предварителния етап през 1996 г. Въпреки че Рийв първоначално се записва да се състезава на събитие във Върмонт, треньорът му го кани да отиде на финалите на Асоциацията по дресура и комбинирана подготовка на Общността на нациите в конния център Комънуелт Парк в Кълпепър, Вирджиния. Рийв завършва на четвърто място от 27 в дресажа, преди да извърви крос-кънтри дистанцията си. Той е загрижен за скоковете 16 и 17, но не обръща особено внимание на третия скок, който е рутинен – 1-метрова  ограда с форма на буквата "W".

### Здравословни проблеми
През тийнейджърските си години Рийв страда от случайни пристъпи на астма и алергии. Той получава наранявания при различни спортни дейности, като например счупен глезен по време на каране на ски и счупено ребро от инцидент с езда, докато тренира за филма „Анна Каренина“. В рехабилитационния център „Кеслър“ той открива, че не се е възстановил напълно от маларията, с която се е заразил, докато е търсил места за снимки в Кения през 1993 г.
На 16-годишна възраст развива алопеция ареата. Обикновено той успява да среши плешивите места и проблемът често изчезва за дълго време. Състоянието му става по-забележимо, след като той остава парализиран през 1995 г. Дават му лекарство за това, но нежелана реакция причинява падането на цялото окосмяване по тялото му, включително веждите и миглите.
Той страда от рядко състояние, наречено мастоцитоза, което го прави уязвим към анафилаксия, и неведнъж има тежка реакция към лекарства. Докато е в Кеслер, той опитва лекарство, за което се предполага, че помага за намаляване на увреждането на гръбначния мозък. Лекарството причинява анафилаксия и сърцето му спира. Той твърди, че тогава е имал извънтелесно преживяване. След като получава голяма доза епинефрин, той се събужда и състоянието му се стабилизира по-късно през ноща. Два дни по-късно той опитва отново, но получи същата анафилаксия и незабавно му е даден епинефрин.
През 1996 и 1997 г. Рийв е често хоспитализиран за дисрефлексия, пневмония, колапс на белия дроб и два кръвни съсирека.
Веднъж е поставен неправилно в инвалидна количка, което води до падане и счупване на лявата му ръка. Титаниева пръчка е поставена във вътрешността на раменната му кост, за да стабилизира ръката му.
През 1997 г. малка язва на левия му глезен се инфектира, като в крайна сметка се разпространява до костта. Той е предупреден, че може да се наложи ампутация на крака му, за да се предотврати по-нататъшно разпространение на инфекцията. Рийв търси помощ от специалисти в медицинския център „Олбани“, които отстраняват мъртвата тъкан и му предписват мощни антибиотици, въпреки че след осем дни развива алергия. Кракът му заздравя напълно няколко месеца по-късно.
В началото на октомври 2004 г. е лекуван за инфектирана декубитална язва, причиняваща сепсис – усложнение, което е преживявал много пъти преди това.
На 4 октомври 2004 г. той говори в Института за рехабилитация в Чикаго от името на работата на института; това е последната му докладвана публична изява. На 9 октомври 2004 г. Рийв присъства на хокейния мач на сина си Уил. Същата нощ получава сърдечен арест, след като е приел антибиотик за инфекция. Изпада в кома и е откаран в болница „Северен Уестчестър“ в Маунт Киско, Ню Йорк. На 10 октомври почива на 52-годишна възраст. Не е извършена аутопсия. Въпреки това както съпругата му Дейна, така и неговият лекар Джон Макдоналд вярват, че нежелана реакция към лекарство е причинила смъртта му.

#### Инцидент
На 27 май 1995 г. Кристофър Рийв претърпява тежък инцидент по време на конно състезание. Свидетели разказват, че конят му внезапно спира, докато прескача третата ограда, което кара Рийв да падне напред, държейки се за юздите. Ръцете му се оплитат, а юздата е издърпана от коня. Актьорът се приземява с главата надолу от другата страна на оградата, като счупва първия и втория си прешлен. Тежката травма на шийните прешлени го парализира от врата надолу и спира дишането му. Първоначално е откаран в местна болница, преди да бъде транспортиран с хеликоптер до Медицинския център на Университета на Вирджиния. Той няма спомен за инцидента.
След пет дни, през които Рийв е на силна медикаментозна терапия и делириум, той възвръща пълното си съзнание, но остава парализиран и зависим от вентилатор. Въпреки първоначалните си съмнения относно бъдещето, подкрепата на съпругата му и посещенията на децата му го мотивират да приеме животоспасяваща операция и лечение на пневмония. От този момент нататък, той никога повече не обмисля евтаназията като опция. В допълнение към посещенията от приятели и семейство Рийв получава над 400 000 писма от цял свят, което му дава голяма утеха по време на възстановяването му. През 1999 г. съпругата му издава около 200 от тях в книгата си Care Packages: Letters to Christopher Reeve from Strangers and Other Friends.
Американският неврохирург Джон А. Джейн извършва сложна операция за възстановяване на шийните прешлени на Рийв. Той поставя жици под двете ламини и използва кост от тазобедрената става на актьора, за да я постави между прешлените C1 и C2. За допълнителна стабилност, Джейн вкарва титаниев щифт и слива жиците с прешлените, след което пробива дупки в черепа на Рийв и поставя жиците през тях, за да закрепи черепа към гръбначния стълб. За да получи достъп до гръбначния мозък, той трябва да пререже сухожилие от дясната страна на врата на Рийв. В резултат на това, сухожилието става по-късо и по-малко гъвкаво, което води до леко наклоняване на главата му надясно. 
След месец в болница Рийв прекарва шест месеца в рехабилитационния център „Кеслър“ в Уест Ориндж, Ню Джърси, където продължава възстановяването си и усвоява нови умения, включително управление на електрическата си инвалидна количка чрез духане в сламка. В автобиографията си „Все още аз“ (Still me), той описва първоначалното си нежелание да се изправи пред реалността на увреждането си. Въпреки това с времето развива дълбока привързаност към служителите в Кеслер и чрез разговори с други пациенти постепенно започва да се възприема като част от общността на хората с увреждания.
През първите няколко месеца след инцидента разчита на вентилатор, свързан с врата му чрез трахеостомична тръба, за всяко вдишване. С терапия и практика той развива способността да диша самостоятелно до 90 минути.
Вкъщи той тренира до четири или пет часа на ден, използвайки специализирани уреди за упражнения, за да стимулира мускулите си и да предотврати мускулна атрофия и остеопороза. Актьорът вярва, че интензивната физиотерапия може да регенерира нервната система и също така иска тялото му да бъде достатъчно силно, за да се самоподдържа, ако се открие лек за парализа.
През декември 1995 г. Рийв се завръща в дома си в Бедфорд, Ню Йорк. Две години след инцидента продължава да се нуждае от денонощни грижи до края на живота си, като в дома му работи ротиращ се екип от 10 медицински сестри и петима асистенти.
През началото на 2000 г. той започва да възвръща способността си да извършва малки движения с пръстите и други части на тялото си. До 2002 г. вече може да усеща убождане на игла и различава топли и студени температури върху 65% от тялото си. Редовно тренира в плувен басейн, където успява да се оттласква с крака от ръба и да прави движения с ръце. Освен това развива чувство за проприоцепция, което е от решаващо значение за контрола на движенията. Медицинските специалисти са впечатлени от напредъка му, който те приписват на неговата интензивна тренировъчна програма. Резултатите от възстановяването му са отразени в научни издания.
През февруари 2003 г. Рийв става третият пациент в Съединените щати, подложен на експериментална процедура, при която в диафрагмата му са имплантирани електроди, за да му помогнат да диша без вентилатор. Преди това той може да вкарва въздух в дробовете си, използвайки мускулите на врата си, което изисква значителни усилия. С диафрагмено пейсмейкърно устройство той успява да диша нормално през носа си, като възвръща обонянието си и нормалния си говор. Първоначално устройството му позволява да диша самостоятелно по 15 минути на час, но с течение на времето това се увеличава до 18 часа на ден. През ноември 2003 г. Рийв се появява публично без вентилатор за първи път след инцидента си.

### Религиозни възгледи
Рийв не се идентифицира с конкретна религия през по-голямата част от живота си. Като млад тийнейджър той посещава презвитерианската църква на доведения си баща. През 1975 г. за кратко се занимава със Сциентология, но решава да не става член и впоследствие критикува организацията.
Рийв описва сватбата си през 1992 г. като „първия си акт на вярата“. След инцидента му, много доброжелатели му предлагат молитвата като начин да се почувства по-добре, но той не я намира за полезна.
В книгата си „Нищо не е невъзможно: Размисли за нов живот“ (2002) той споделя, че той и съпругата му започват редовно да посещават унитариански служби в по-късните години от живота му. 

## Активизъм
Рийв проявява страстен интерес към политически и социални каузи още от тийнейджърските си години. На 15-годишна възраст той провежда кампания от врата на врата в подкрепа на Робърт Кенеди през 1968 г. и участва в протести срещу инвазията в Камбоджа през 1970 г.
След успеха на „Супермен“ toj използва статута си на знаменитост, за да подкрепи различни филантропски каузи. Той работи с Фондация „Мейк ъ Уиш“, посещавайки терминално болни деца, и се присъединява към борда на директорите на „Сейв дъ Чилдрън“, глобална благотворителна организация. През 1979 г., той дори става треньор по лека атлетика на Специалните олимпийски игри.
Рийв е критичен към президентството на Роналд Рейгън и през 80-те години активно участва в кампанията на сенатора от Върмонт Патрик Лийхи, като изнася речи в целия щат. 
Рийв активно подкрепя екологични и социални каузи, като е член на борда на Фондация „Чарлз Линдберг“, която насърчава екологично безопасни технологии. Освен това той подкрепя организации като „Амнести Интернешънъл“, Съвета за защита на природните ресурси и „Хора за американския път“. Като пилот във Военновъздушните сили за опазване на околната среда, Рийв провежда въздушни обиколки на правителствени служители и журналисти над райони с екологични щети, за да повиши осведомеността относно въздействието върху природата.
През 1983 г. е избран в Съвета на Асоциацията за равенство на актьорите.
В края на 1987 г., когато Аугусто Пиночет заплашва да екзекутира 77 актьори в Сантяго, Чили, писателят Ариел Дорфман моли Кристофър Рийв да помогне за спасяването на живота им. Рийв отлита за Чили и активно участва в протестен марш, демонстрирайки своята ангажираност към човешките права. За своя принос към протеста, Рийв е награден с Големия кръст на Ордена на Бернардо О'Хигинс, което е най-високото чилийско отличие за чужденци. Освен това той получава наградата „Оби“ и годишната награда на фондацията за човешки права „Уолтър Брийл“. През следващата година Рийв се включва в международната кампания „Не“ за чилийския президентски референдум, който отбелязва края на управлението на Пиночет.
Актьорът открито се противопоставя на проектите за развитие на Доналд Тръмп на Уест Енд Авеню в края на 80-те години. В документалния филм „Тръмп: Каква е сделката?“ (1991), който е потискан в продължение на години, Рийв изнася критична реч по темата на публично събитие. Филмът включва интервю, в което Рийв нарича амбициите на Тръмп „американската мечта, която е полудяла“, добавяйки: „Позволено ви е да мечтаете колкото искате, но ако мечтите ви стъпват върху живота на обикновените хора и съсипват качеството на техния живот и техния квартал, трябва да бъдете спрени.“
През 1993 г., след като учител в гимназия „Флоуинг Уелс“ е уволнен за поставяне на пиеса с хомосексуални теми по време на седмицата на изкуствата, организацията „Хора за американския път“ организира форум в Тусон, Аризона, посветен на цензурата. Рийв, заедно с няколко други актьори, изнася импровизирано четене на пиесата, което е посрещнато с бурни овации. Въпреки положителната реакция на публиката, някои родители освиркват актьора, докато той представлява участниците в дискусионния панел.
Той е един от първите членове на „Творческа коалиция“ (TCC), основана през 1989 г. от неговия приятел Рон Силвър. Организацията има за цел да обучава известни личности как да говорят компетентно по политически въпроси. Сред другите членове са Сюзън Сарандън, Алек Болдуин и Блайт Данър. Инициативите на TCC включват екологични проблеми и защита на Националния фонд за изкуства, който е бил подложен на атаки от консервативни републиканци, възразяващи срещу финансирането на изкуство от данъкоплатците. През 1994 г., Рийв е избран за съпредседател на TCC. Под негово ръководство организацията изиграва важна роля в: стартирането на рециклирането на битови отпадъци в Ню Йорк, убеждаването на щатския законодателен орган да отпусне 1 млрд. долара за защита на водосборния басейн на града и спирането на изграждането на електроцентрала на въглища близо до Олбани. Работата на организацията е забелязана в цялата страна и Демократическата партия моли Рийв да се кандидатира за Конгреса на Съединените щати. Той отговори: „Да се кандидатирам за Конгреса? И да загубя влиянието си във Вашингтон?“ През 1997 г. TCC учредява наградата „Кристофър Рийв“ за Първата поправка.
През 1996 г., 10 месеца след инцидента си, Рийв се появява на 68-ата церемония по връчване на наградите „Оскар“ под бурни овации. Той използва случая, за да насърчи Холивуд да прави повече филми по социални проблеми.

#### Активизъм за хората с увреждания
След като напуска Рехабилитационния център „Кеслър“, Кристофър Рийв се чувства дълбоко вдъхновен от пациентите, които среща там. Осъзнавайки медийното внимание, което получава, той решава да използва името си, за да насочи общественото внимание към травмите на гръбначния мозък. Пътува из страната, за да изнася речи, а също така е домакин на Летните параолимпийски игри през 1996 г. в Атланта и говори на Националната конвенция на Демократическата партия. За тези си усилия той е на корицата на сп. „Тайм“ на 26 август 1996 г.
Кристофър Рийв е избран за председател на Американската асоциация за парализа и заместник-председател на Националната организация за хора с увреждания. Заедно с Джоан Ървайн Смит той основава Изследователския център „Рийв-Ървайн“, който днес е един от водещите изследователски центрове за гръбначен мозък в света. През 1999 г. Американската асоциация за парализа и Фондацията на Рийв, създадена през 1996 г., се обединяват във Фондация „Кристофър Рийв“, която има за цел да ускори изследванията чрез финансиране и да използва безвъзмездни средства за подобряване на качеството на живот на хората с увреждания. До 2024 г. фондацията е отпуснала над 140 милиона долара за изследвания и над 46 милиона долара под формата на грантове за подобряване на качеството на живот. Рийв е член на борда на няколко организации, чиято цел е подобряване качеството на живот на хората с увреждания.
В средата на 90-те години Рийв учредява актьорската стипендия „Кристофър Рийв“, която се връчва на млад актьор с увреждания на наградите „Медиен достъп“, спонсорирани от фондация „Рийв“. Стипендията променя името си на Актьорска награда „Кристофър Рийв“ през 2023 г.
Първият опит на Рийв да промени законодателството за хората с увреждания е в подкрепата на законопроект от 1997 г. за повишаване на „тавана“ на застрахователните плащания през целия живот от 1 милион долара на 10 милиона долара на човек. За катастрофално ранени хора с една застрахователна полица лимитът от 1 милион долара често е валиден само за няколко години.  През 1999 г. той подкрепя Закона за подобряване на стимулите за работа, който позволява на хората да продължат да получават обезщетения за инвалидност, след като се върнат на работа. Този законопроект е приет.
Рийв лобира за разширено федерално финансиране за изследвания на ембрионални стволови клетки, което да включва всички съществуващи линии ембрионални стволови клетки, и за самоуправление, което да прави отворено научно проучване на изследванията. Президентът Джордж Уокър Буш ограничава федералното финансиране само до изследвания върху човешки ембрионални стволови клетъчни линии, създадени на или преди 9 август 2001 г., деня, в който обявява политиката си, и отпуска приблизително 100 милиона долара за това. Рийв първоначално нарича това „стъпка в правилната посока“, признавайки, че не е знаел за съществуващите линии и ще ги проучи по-подробно. Той се бори срещу ограничението, когато учените разкриват, че ранна изследователска техника, включваща смесване на човешки стволови клетки с миши клетки, е замърсила повечето от старите линии.
През 2001 г. Рийв получава награда за обществена служба от Американското дружество за клетъчна биология за изключителна обществена служба в подкрепа на биомедицинските изследвания.
През 2002 г. Рийв лобира за Закона за забрана на клонирането на хора от 2001 г., който би позволил изследванията за трансфер на ядро на соматични клетки, но би забранил репродуктивното клониране. Той твърди, че имплантирането на стволови клетки е опасно, освен ако стволовите клетки не съдържат собствената ДНК на пациента, и тъй като трансферът на ядро на соматични клетки се извършва без оплождане на яйцеклетка, той може да бъде напълно регулиран. През юни 2004 г. Рийв предоставя видеозаписано послание от името на Института за генетична политика до делегатите на ООН в защита на трансфера на ядра на соматични клетки, който световен договор обмисля да забрани. В последните дни от живота си Рийв призовава  избирателите в Калифорния да гласуват „за“ Предложение 71,  което ще създаде Калифорнийския институт за регенеративна медицина и ще отпусне 3 милиарда долара от държавните средства за изследвания на стволови клетки. Предложение 71 е одобрено по-малко от месец след смъртта на Рийв.
През юли 2003 г. продължаващото разочарование на Рийв от темпото на изследванията на стволови клетки в САЩ го отвежда в Израел – страна, която по това време, според него, е била в центъра на изследванията в областта на травмите на гръбначния мозък. Израелското министерство на външните работи го кани да потърси най-доброто лечение за състоянието си. По време на посещението си Рийв нарича преживяването „привилегия“ и казва: „Израел разполага с много проактивни рехабилитационни центрове, отлични медицински факултети и учебни болници, както и с абсолютно първокласна изследователска инфраструктура.“  Израелците са много възприемчиви към посещението на Рийв, наричайки го вдъхновение за всички и го призовавайки никога да не се отказва от надежда.
През септември 2003 г. Рийв е удостоен с наградата „Ласкер“ за обществена служба за неговата проницателна, устойчива и героична защита на медицинските изследвания като цяло и на жертвите на увреждания в частност.

## Участия
| година | заглавие                    | оригинално заглавие                   | роля                                 | жанр                | бележки                                                   |
| ------ | --------------------------- | ------------------------------------- | ------------------------------------ | ------------------- | --------------------------------------------------------- |
| 1978   | Потъването на „Сивата дама“ | Gray Lady Down                        | лейтенант Филипс                     | приключенски, драма |                                                           |
| 1978   |                             | Superman                              | Кларк Кент / Супермен                | научно-фантастичен  |                                                           |
| 1980   | Някъде във времето          | Somewhere in Time                     | Ричард Колие                         | драма               |                                                           |
| 1980   | Супермен II                 | Superman II                           | Кларк Кент / Супермен                | научно-фантастичен  |                                                           |
| 1982   |                             | Deathtrap                             | Клифърд Адерсън                      | черна комедия       |                                                           |
| 1982   |                             | Monsignor                             | отец Джон Флахърти                   | драма, криминален   |                                                           |
| 1983   | Супермен III                | Superman III                          | Кларк Кент / Супермен/ Злия Супермен | научно-фантастичен  |                                                           |
| 1984   | Бостънци                    | The Bostonians                        | Бейзил Рансъм                        | драма               |                                                           |
| 1985   | Пилотът                     | The Aviator                           | Едгар Анскомб                        | драма               |                                                           |
| 1985   |                             | Anna Karenina                         | Алексей Вронски                      | драма               | тв филм                                                   |
| 1987   |                             | Street Smart                          | Джонатан Фишър                       | драма               |                                                           |
| 1987   | Супермен IV                 | Superman IV: The Quest for Peace      | Кларк Кент / Супермен                | научно-фантастичен  | и създател на историята, 2d unit director, flying/2d unit |
| 1988   | Смяна на каналите           | Switching Channels                    | Блей Бингам                          | комедия             |                                                           |
| 1988   |                             | The Great Escape II: The Untold Story | майор Джон Додж                      | военен              | тв филм                                                   |
| 1990   |                             | The Rose and the Jackal               | Алан Пинкертън                       | приключенски        | тв филм                                                   |
| 1991   |                             | Bump in the Night                     | Лорънс Мюлер                         | драма, трилър       |                                                           |
| 1991   |                             | Death Dreams                          | Джон Уестфийлд                       | мистерия, драма     |                                                           |
| 1992   | Шум зад кулисите            | Noises Off                            | Фредерик Далас / Филип Бент          | комедия             |                                                           |
| 1992   |                             | Nightmare in the Daylight             | Шон Фаръл                            | драма, трилър       | тв филм                                                   |
| 1992   |                             | Mortal Sins                           | отец Томас Кюзак                     | трилър              | тв филм                                                   |
| 1992   |                             | Last Ferry Home                       | Бил Търнър                           |                     | тв филм                                                   |
| 1993   |                             | Morning Glory                         | Уил Паркър                           | драма               |                                                           |
| 1993   | Остатъкът от деня           | The Remains of the Day                | сенатор Джак Люис                    | драма               |                                                           |
| 1993   |                             | The Sea Wolf                          | Хъмфри ван Вейдън                    | приключенски        | тв филм                                                   |
| 1994   | Безмълвно                   | Speechless                            | Боб Фрийд                            | романтична комедия  |                                                           |
| 1995   | Селото на прокълнатите      | Village of the Damned                 | д-р Алан Чафе                        | ужаси               |                                                           |
| 1995   | Извън подозрение            | Above Suspicion                       | Демпси Кейн                          | драма, трилър       | тв филм                                                   |
| 1996   |                             | A Step Toward Tomorrow                | Дени Гейбриъл                        |                     | тв филм                                                   |
| 1998   |                             | Rear Window                           | Джейсън Кемп                         | драма, трилър       | тв филм; изпълнителен продуцент                           |
| 2006   |                             | Everyone's Hero                       |                                      |                     | сърежисьор и изпълнителен продуцент                       |
| 2006   |                             | Superman II: The Richard Donner Cut   | Кларк Кент / Супермен                | научно-фантастичен  |                                                           |

| година    | заглавие               | оригинално заглавие                   | роля                                   | бел.                                                                                      |  |
| --------- | ---------------------- | ------------------------------------- | -------------------------------------- | ----------------------------------------------------------------------------------------- |  |
| 1974–1976 |                        | Love of Life                          | Бен Харпър                             | еп. S4.E1 The Norming of Jack 243                                                         |  |
| 1974      |                        | Great Performances                    | офицер                                 | еп. Enemies                                                                               |  |
| 1975      |                        | The Wide World of Mystery             | Макс 67                                | еп. "The Norming of Jack 243"                                                             |  |
| 1980      |                        | The Muppet Show                       | себе си / гостуваща звезда             | еп ."Christopher Reeve"                                                                   |  |
| 1981–1985 | На живо в събота вечер | Saturday Night Live                   | себе си / водещ                        | 3 епизода                                                                                 |  |
| 1983      |                        | Faerie Tale Theatre                   | Prince Charming / 'My son, the Prince' | еп: "Sleeping Beauty"                                                                     |  |
| 1991      |                        | Carol & Company                       | Рекс / Боб                             | еп. "Overnight Male"                                                                      |  |
| 1991      |                        | The Carol Burnett Show                | себе си                                | еп. #12.4                                                                                 |  |
| 1992      |                        | Road to Avonlea                       | Робърт Ръдърфорд                       | еп. "A Dark and Stormy Night"                                                             |  |
| 1992      |                        | Tales from the Crypt                  | Фред                                   | еп. "What's Cookin'"                                                                      |  |
| 1994      |                        | The Unpleasant World of Penn & Teller | себе си                                | еп. #1.6                                                                                  |  |
| 1995      |                        | Black Fox                             | Алан Джонсън                           | минисериал                                                                                |  |
| 1995      |                        | In the Wild                           | себе си                                | еп. "Grey Whales with Christopher Reeve"                                                  |  |
| 2000      | Улица „Сезам“          | Sesame Street                         | себе си                                | еп. "The Porridge Lovers Visit Sesame Street" и "A Day with Big Bird and the Birdketters" |  |
| 2003      | Адвокатите             | The Practice                          | Кевин Хийли                            | еп. "Burnout"; също и създател на историята                                               |  |
| 2003–2004 | Смолвил                | Smallville                            | д-р Върджил Суон                       | еп. "Rosetta" & "Legacy"                                                                  |  |

| година | заглавие                                               | оригинално заглавие                                          | роля             | бел.                           |
| ------ | ------------------------------------------------------ | ------------------------------------------------------------ | ---------------- | ------------------------------ |
| 1979   |                                                        | The Muppets Go Hollywood                                     | себе си          | TV special                     |
| 1982   |                                                        | I Love Liberty                                               | себе си          | TV special                     |
| 1982   | Night of 100 Stars                                     |                                                              | себе си          | TV special                     |
| 1985   |                                                        | Dinosaur!                                                    | себе си, водещ   |                                |
| 1986   |                                                        | America's Cup – Yank It Back                                 |                  |                                |
| 1987   |                                                        | The Grand Knockout Tournament                                | себе си          | TV special                     |
| 1988   |                                                        | Night of 100 Stars III                                       | себе си          | TV special                     |
| 1988   |                                                        | The World's Greatest Stunts: A Tribute to Hollywood Stuntmen | себе си, водещ   | TV special                     |
| 1991   |                                                        | Trump: What's the Deal?                                      | себе си          |                                |
| 1991   |                                                        | Mending Hearts                                               | разказвач        |                                |
| 1992   |                                                        | A Tigers Tale – The Tiger Moth Story                         | себе си          |                                |
| 1997   |                                                        | The Toughest Break: Martin's Story                           | водещ, разказвач |                                |
| 1998   |                                                        | Christopher Reeve: A Celebration of Hope                     | себе си          | TV special; изп. продуцент     |
| 2002   |                                                        | Christopher Reeve: Hope in Motion                            | себе си          | познат и като Courageous Steps |
| 2006   | Вижте, горе в небето: Невероятната история на Супермен | Look, up in the sky! The Amazing story of Superman           | себе си          |                                |
| 2007   |                                                        | Christopher Reeve: Choosing Hope                             | себе си          | продължение на Hope in Motion  |
| 2010   | Тайният произход: Историята на „Ди Си Комикс"          | Secret origin: The Story of DC Comics                        | себе си          |                                |
| 2018   | Робин Уилямс: Влезте в ума ми                          | Robin Williams: Come inside my mind                          | себе си          |                                |
| 2024   |                                                        | Super/Man: The Christopher Reeve Story                       | себе си          |                                |
| 2025   |                                                        | Will Reeve: Finding My Father                                | себе си          | TV Special                     |

| година | заглавие       | оригинално заглавие                                | роля        | бележки                 |
| ------ | -------------- | -------------------------------------------------- | ----------- | ----------------------- |
| 1985   |                | Vincent: A Dutchman                                | разказвач   | документален филм       |
| 1990   |                | Black Tide                                         | разказвач   | документален филм       |
| 1990   |                | HBO Storybook Musicals                             |             | еп. "Earthday Birthday" |
| 1991   |                | Fear and the Muse: The Story of Anna Akhmatova     | разказвач   | документален            |
| 1991   | Mending Hearts |                                                    | разказвач   | документален            |
| 1992   |                | Earth and the American Dream                       | Стюарт Чейс | документален            |
| 1992   |                | The American Constitution: The Road from Runnymede | разказвач   | документален            |
| 1993   | Фрейзър        | Frasier                                            | Ленард      | еп. "Space Quest"       |
| 1994   |                | The Lion and the Lamb                              | разказвач   |                         |
| 1996   |                | Without Pity: A Film About Abilities               | разказвач   | документален            |
| 2005   |                | The Last Wild Place                                | разказвач   |                         |

| година    | заглавие                     | оригинално заглавие                              | роля                        | място                                                    |
| --------- | ---------------------------- | ------------------------------------------------ | --------------------------- | -------------------------------------------------------- |
| 1968      |                              | Iphigenia in Aulis                               | войник                      | Williamstown Theatre Festival                            |
| 1968      |                              | Camino Real                                      | пазач / студент по медицина | Williamstown Theatre Festival                            |
| 1968      | Животът на Галилей           | Galileo                                          | джентълмен / монах          | Williamstown Theatre Festival                            |
| 1968      |                              | How to Succeed in Business Without Really Trying | куриер / поддръжник         | Williamstown Theatre Festival                            |
| 1969      |                              | The Hostage                                      | руски моряк                 | Loeb Drama Center                                        |
| 1969      |                              | Death of a Salesman                              | Станли                      | Loeb Drama Center                                        |
| 1969      |                              | A Month in the Country                           | Беляев                      | Loeb Drama Center                                        |
| 1969      |                              | The Music Man                                    | амбулантен търговец         | McCarter Theatre                                         |
| 1970      |                              | Private Lives                                    | Виктор Прин                 | Boothbay Playhouse                                       |
| 1970      |                              | Another Language                                 | Джери                       | Boothbay Playhouse                                       |
| 1970      |                              | Roar Like a Dove                                 | Бърнард                     | Boothbay Playhouse                                       |
| 1970      | Ethan Frome                  |                                                  |                             | Boothbay Playhouse                                       |
| 1971      |                              | Forty Carats                                     | Питър Летам                 | US tour                                                  |
| 1972      | Ричард III                   | Richard III                                      | Едуард IV                   | Old Globe Theatre                                        |
| 1972      | Веселите уиндзорки           | The Merry Wives of Windsor                       | Фентън                      | Old Globe Theatre                                        |
| 1972      | Напразните усилия на любовта | Love's Labour's Lost                             | Дюмен                       | Old Globe Theatre                                        |
| 1973      |                              | The Irregular Verb To Love                       | Майкъл Викърс               | US tour                                                  |
| 1974      |                              | The Threepenny Opera                             | Макбет                      | Loeb Drama Center                                        |
| 1975      |                              | Berchtesgaden                                    | млад офицер                 | Theater for the New City                                 |
| 1975      |                              | Berkeley Square                                  | Питър Стандиш               | Manhattan Theatre Club                                   |
| 1975–1976 |                              | A Matter of Gravity                              | Ники                        | Broadhurst Theatre                                       |
| 1977      |                              | My Life                                          | дядо                        | Circle Repertory Company                                 |
| 1980      |                              | The Front Page                                   | Хилди Джонсън               | Williamstown Theatre Festival                            |
| 1980      | Вишнева градина              | The Cherry Orchard                               | Яша                         | Williamstown Theatre Festival                            |
| 1980      |                              | Fifth of July                                    | Кенет Тали младши           | New Apollo Theatre                                       |
| 1981      |                              | The Greeks                                       | Ахил                        | Williamstown Theatre Festival                            |
| 1983      |                              | Holiday                                          | Нед Сетън                   | Williamstown Theatre Festival                            |
| 1984      |                              | The Aspern Papers                                | Хенри Джарвис               | Theatre Royal Haymarket                                  |
| 1984      |                              | Richard Cory                                     | Ричард Кори                 | Williamstown Theatre Festival                            |
| 1985      |                              | The Royal Family                                 | Тони Кавендиш               | Williamstown Theatre Festival                            |
| 1985      | Сватбата на Фигаро           | The Marriage of Figaro                           | граф Алмавива               | Circle in the Square Theatre                             |
| 1986      |                              | Summer and Smoke                                 | Джон Бюханан младши         | Williamstown Theatre Festival                            |
| 1987      |                              | The Rover                                        | Уилмор                      | Williamstown Theatre Festival                            |
| 1988      |                              | Summer and Smoke                                 | Джон Бюханан младши         | Ahmanson Theatre                                         |
| 1988      |                              | Mesmer                                           | д-р Антон Месмер            | Williamstown Theatre Festival Roundabout Theatre Company |
| 1989      | Зимна приказка               | The Winter's Tale                                | Поликсен                    | The Public Theater                                       |
| 1989      |                              | Company of Poets: A William Alfred Anthology     |                             | Sanders Theater                                          |
| 1989      |                              | John Brown's Body                                | Джак Елият/ Клейн Уингейт   | Williamstown Theatre Festival                            |
| 1989      |                              | Love Letters                                     | Андрю Мейкпис Лад III       | Promenade Theatre                                        |
| 1989      | Theatre on the Square        | Love Letters                                     | Андрю Мейкпис Лад III       |                                                          |
| 1990      |                              | Love Letters                                     | Андрю Мейкпис Лад III       | Canon Theatre                                            |
| 1990      | Wilbur Theatre               | Love Letters                                     | Андрю Мейкпис Лад III       |                                                          |
| 1990      |                              | Death Takes a Holiday                            | Смърт / княз Николай Сирки  | Williamstown Theatre Festival                            |
| 1992      |                              | The Guardsman                                    | Нандор                      | Williamstown Theatre Festival                            |
| 1993      |                              | The Shadow Box                                   | Браян                       | Temple of Music and Art                                  |
| 1994      |                              | Love Letters                                     | Андрю Мейкпийс Лад III      | Williamstown Theatre Festival                            |
| 1994      |                              | Allegro                                          | разказвач                   | New York City Center                                     |
|           | Както ви се хареса           | As You Like It                                   |                             |                                                          |
|           |                              | The Devil's Disciple                             |                             |                                                          |
|           |                              | Finian's Rainbow                                 |                             | McCarter Theatre                                         |
|           |                              | The Firebugs                                     |                             | McCarter Theatre                                         |
|           | Сватбата на Фигаро           | The Marriage of Figaro                           |                             | McCarter Theatre                                         |
|           |                              | Much Ado About Nothing                           |                             | McCarter Theatre                                         |
|           |                              | The Plough and the Stars                         |                             | McCarter Theatre                                         |
|           |                              | South Pacific                                    |                             | McCarter Theatre                                         |
|           |                              | Troilus and Cressida                             |                             | McCarter Theatre                                         |
|           |                              | The Way of the World                             |                             | Ню Йорк                                                  |

| година | заглавие           | роля          |
| ------ | ------------------ | ------------- |
| 1996   | 9: The Last Resort | Thurston Last |

| година | парче               | музикант   | роля      |
| ------ | ------------------- | ---------- | --------- |
| 1989   | "On Our Own"        | Боби Браун | колоездач |
| 1992   | "Heroína solitaria" | Пимпинела  | бизмесмен |

## Аудиокниги
- Fatal Vision (Abridged) (1983) ISBN 0-399-12816-6
- The Amateurs: The Story of Four Young Men and Their Quest for an Olympic Medal (Abridged) (1986) ISBN 0-688-04948-6
- Private Screening: A Novel (Abridged) (1995) ISBN 0-345-31139-6
- Still Me (Abridged) (1998) ISBN 0-375-40281-0
- Nothing Is Impossible: Reflections on a New Life (Unabridged) (2002)